# Bram Jaques
Bram Jaques (Oostende, 16 juni 1992) is een Belgisch politicus voor Groen.

## Biografie
Jaques behaalde in 2015 het diploma van master in de rechten aan de Universiteit Gent en volgde daarna tot 2016 een extra managementopleiding aan de Vlerick Business School in Brussel, waar hij na zijn studies bleef wonen.
Van 2016 tot 2018 vervulde hij verschillende functies binnen de vrachtluchthavenmaatschappij DHL Express Belgium, als senior advisor op de klantendienst en dienst klantenbehoud, sales en product manager en leidinggevende van de klantendienst. Daarna werkte Jaques van 2018 tot 2019 in de cultuursector, als public relations en business development manager van het klassieke muziekfestival Gent Festival van Vlaanderen.
In 2019 sloot hij zich aan bij de partij Groen en werd hij van oktober 2019 tot november 2020 parlementair medewerker voor de partij in het Brussels Hoofdstedelijk Parlement, waar hij zich verdiepte in de thema's mobiliteit, huisvesting, sociale zaken, financiën en algemene zaken en werkte voor parlementsleden Arnaud Verstraete en Juan Benjumea Moreno. Van november 2020 tot juni 2024 was Jaques fractiesecretaris voor Groen in het Brussels Parlement. Sinds februari 2025 is hij politiek secretaris van de Groen-afdeling van het Brussels Gewest.
Bij de Vlaamse verkiezingen van 9 juni 2024 werd Bram Jaques vanop de tweede plaats van de kieslijst van Groen in de kieskring Brussel-Hoofdstad verkozen in het Vlaams Parlement. Hij werd er ondervoorzitter van de commissie Brussel, Vlaamse Rand en Dierenwelzijn en vast lid van de commissie Cultuur, Jeugd, Sport en Media.